# Terra Fria Transmontana
Terra Fria é o nome que se dá a um território situado no Nordeste Transmontano composto pelos concelhos raianos de Vinhais, Bragança, Vimioso, Miranda do Douro e Mogadouro. Surge por oposição a outro, a "Terra Quente".
A metade oriental de Trás-os-Montes, correspondente ao Distrito de Bragança, está dividida em dois territórios distintos: a Terra Fria Transmontana e a Terra Quente Trasmontana. Os concelhos da Terra Fria incluem os concelhos raianos de Vinhais, Bragança, Vimioso, Miranda do Douro e Mogadouro.
Apesar dos nomes, as temperaturas médias registadas nos dois territórios são muito semelhantes, servindo esta divisão mais em termos morfológicos do que propriamente de temperaturas. No entanto, não deixa de ser verdade que nas serras da Terra Fria se registam as temperaturas mais baixas do Nordeste Transmontano, e até de Portugal.[carece de fontes?]

## Agricultura e pecuária
As principais produções agrícolas são cereais (trigo e centeio), bovinos, ovinos, caprinos e castanha. Uma cultura associada à Terra Fria Transmontana é o castanheiro. O castanheiro é a referência paisagística da região, que possui extensos soutos.
A castanha é considerada “o ouro” da Terra Fria Transmontana, nomeadamente os concelhos de Vinhais, Bragança e Valpaços, responsáveis por 90 por cento da produção nacional, que ronda as 40 mil toneladas. Quase toda a produção é encaminhada para exportação.